# Leão Agélasto
Leão Agélasto (em grego medieval: Λέων Ἀγέλαστος; romaniz.: Léon Agélastos) foi oficial bizantino do século X, ativo durante o reinado dos imperadores Romano I (r. 920–944) e Constantino VII (r. 913–959).

## Vida

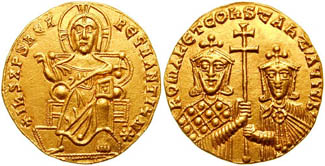
Soldo de r. e r.

Aparece em 922/923 no Peloponeso, onde viveu ou trabalhou, porém sua posição exata é desconhecida. Nessa data, foi expulso da província pelo estratego Bardas Platípoda. Na literatura, os distúrbios do tema e o comportamento de Bardas são explicados no seio das disputas entre Lecapeno e a reinante dinastia macedônica, com Bardas representando o primeiro e Leão Agélasto representando a segunda. Os tumultos seriam a expressão da luta pelo poder entre as facções na província, porém não há detalhes suficientemente conclusivos no Sobre a Administração Imperial (a principal fonte desse assunto) para suportar tais conclusões.
Ele reaparece em 945, quando foi enviado com outros altos oficiais ao Tema Armeníaco para implementar decreto fiscal na província. O decreto pretendia aliviar a condição dos "pobres" (πένητες) que tanto sofreram sob Lecapeno devido as exigências dispendiosas do governo imperial.